# Aranrhod
Aranrhod eller Arianrhod (silverhjul) är en kvinnlig gestalt i keltisk mytologi. Hon var dotter till Belus och Danu och mor till Dylan Eil Ton.
Aranrhod försöker i Math, son av Mathonwy överlista sin bror, trollkarlen Gwydion. Hennes namn har på walesiska givit namn åt norrsken: Caer Aranrhod, Aranhrods slott. Aranhrods gestalt kan ha emanerat från Ariadne i den grekiska mytologin.